# Äußere Wetterspitze
Äußere Wetterspitze är ett berg i Österrike.   Det ligger i distriktet Innsbruck-Land och förbundslandet Tyrolen, i den västra delen av landet, 400 km väster om huvudstaden Wien. Toppen på Äußere Wetterspitze är 1 838 meter över havet.
Terrängen runt Äußere Wetterspitze är huvudsakligen bergig. Närmaste större samhälle är Neustift im Stubaital, 12,8 km nordost om Äußere Wetterspitze. 
Trakten runt Äußere Wetterspitze består i huvudsak av gräsmarker. Runt Äußere Wetterspitze är det glesbefolkat, med 20 invånare per kvadratkilometer.